# Samba (software)
Samba é um programa de computador, utilizado em sistemas operacionais do tipo Unix, que simula um servidor Windows, permitindo que seja feito gerenciamento e compartilhamento de arquivos em uma rede Microsoft.
Na versão 3, o Samba não só provê arquivos e serviços de impressão para vários Clientes Windows, como pode também integrar-se com Windows Server Domain, tanto como Primary Domain Controller (PDC) ou como um Domain Member. Pode fazer parte também de um Active Directory Domain.

## A história do Samba
O Samba foi criado por Andrew Tridgell. Tridgell precisava de montar um espaço no disco do seu PC para um servidor Unix. Esse computador rodava DOS e, inicialmente, foi utilizado o sistema de arquivos NFS (Network File System) para o acesso. Porém, um aplicativo precisava de suporte ao protocolo NetBIOS (que não era suportado pelo NFS). A solução que Tridgell encontrou não parecia ser das mais simples: ele escreveu um Sniffer (pequeno programa para captura de tráfego de dados em rede) para poder analisar o tráfego de dados gerado pelo protocolo NetBIOS. Uma vez implementado, Tridgell utilizou engenharia reversa em cima do protocolo SMB (Server Message Block) e implementou no Unix. Isso fez com que o servidor Unix aparecesse como um servidor de arquivos Windows em seu computador com DOS.
Tridgell disponibilizou esse código publicamente 1992. Algum tempo depois o projeto foi posto de lado e assim ficou. Um dia Tridgell decidiu conectar o PC de sua esposa ao seu computador, que rodava Linux. Porém, na hora de conecta-los não encontrou meio melhor de fazer isso, se não com seu antigo código.
Após algumas trocas de e-mails, Tridgell descobriu que as documentações dos protocolos SMB/CIFS e NetBIOS estavam atualizadas e então decidiu voltar a se dedicar ao projeto. Um dia, uma empresa entrou em contato com Tridgell reivindicando os direitos sobre o nome usado no software. Então ele teve a ideia de procurar em um dicionário uma palavra que tivesse as letras s, m e b (de SMB) e acabou encontrando a palavra "samba". A partir daí o projeto Samba cresceu e hoje Andrew Tridgell conta com uma excelente equipe de programadores e com milhares de usuários de sua solução espalhados pelo mundo.
Basicamente os dois daemons principais de uma servidor SAMBA são:
- smbd - responsável pelo compartilhamento de arquivos e impressora
- nmbd - incumbido dos serviços de nomes e navegação

E o arquivo padrão de configuração do Samba num ambiente like Unix é o smb.conf que fica no diretório /etc do Unix.